# Eleição municipal de Belo Horizonte em 1996
A eleição municipal de Belo Horizonte em 1996 ocorreu entre os dias 3 de outubro e 15 de novembro do mesmo ano, para a eleição de um prefeito, um vice-prefeito e mais 37 vereadores. O prefeito titular era Patrus Ananias (PT), que terminara seu mandato em 1 de janeiro do ano seguinte. A eleição em 1996 teve 3 principais candidatos: os situacionistas Virgílio Guimarães (PT), que era vereador da cidade, e o vice de Patrus, o doutor Célio de Castro (PSB), que disputavam a sucessão da administração petista na cidade, e o candidato do governador de Minas Gerais, Eduardo Azeredo (PSDB), e da presidência da república, o vereador e secretário da Casa Civil do governo Azeredo, Amílcar Martins (PSDB).

## Candidatos
|  | Nº | Candidato(a) a prefeito | Candidato(a) a prefeito                             | Candidato(a) a vice-prefeito | Candidato(a) a vice-prefeito                          | Coligação |
|  | -- | ----------------------- | --------------------------------------------------- | ---------------------------- | ----------------------------------------------------- | --- |
|  | 45 |                         | Amílcar Martins (PSDB) Amilcar Vianna Martins Filho |                              | Ronaldo Vasconcellos (PL) Ronaldo Vasconcellos Novais | Todos por BH - Partido da Social Democracia Brasileira (PSDB) - Partido Progressista Brasileiro (PPB) - Partido Trabalhista Brasileiro (PTB) - Partido Trabalhista do Brasil (PTdoB) - Partido Liberal (PL) - Partido Social Liberal (PSL) - Partido Social Democrático (PSD) |
|  | 40 |                         | Célio de Castro (PSB) Célio de Castro               |                              | Marcos Santanna (PMDB)                                | Frente BH Novo Século - Partido Socialista Brasileiro (PSB) - Partido Popular Socialista (PPS) - Partido do Movimento Democrático Brasileiro (PMDB) |
|  | 16 |                         | José Bonifácio (PSTU) José Bonifácio da Silva       |                              | Vice desconhecido                                     | Partido não coligado - Partido Socialista dos Trabalhadores Unificado (PSTU) |
|  | 36 |                         | José Gonzaga de Souza (PRN) José Gonzaga de Souza   |                              | Vice desconhecido                                     | Frente Renovadora de BH - Partido da Reconstrução Nacional (PRN) - Partido Social Trabalhista (PST) - Partido Republicano Progressista (PRP) |
|  | 12 |                         | Júnia Marise (PDT) Júnia Marise Azevedo Coutinho    |                              | Celso Brant (PMN)                                     | Frente de Mobilização Popular - Partido Democrático Trabalhista (PDT) - Partido dos Aposentados da Nação (PAN) - Partido da Mobilização Nacional (PMN) - Partido de Reedificação da Ordem Nacional (PRONA)                                                                    |
|  | 25 |                         | Paulino Cícero (PFL) Paulino Cícero de Vasconcellos |                              | Márcio Vianna (PFL)                                   | BH 2000 - Partido da Frente Liberal (PFL) - Partido Social Cristão (PSC) |
|  | 13 |                         | Virgílio Guimarães (PT) Virgílio Guimarães de Paula |                              | Regina Nabuco (PT)                                    | Frente BH Popular - Partido dos Trabalhadores (PT) - Partido Comunista do Brasil (PCdoB) - Partido Comunista Brasileiro (PCB) - Partido Verde (PV) |

## Resultado da eleição
O candidato petista Virgílio Guimarães liderava as primeiras pesquisas ainda antes do começo da campanha, porém o candidato tucano Amílcar Martins tomou a dianteira em um cenário político favorável ao PSDB e com uma campanha eficiente no rádio e TV, chegando a liderar as pesquisas no começo da campanha eleitoral. Enquanto isso, o vice-prefeito Célio de Castro, que até então estava em colocações baixas nas pesquisas, demostrou constante crescimento durante a campanha, chegando a disputar o segundo lugar como o PT, enquanto Amílcar, que liderava as pesquisas, não demonstrava mais tanto crescimento e se fixou nos 20-28% dos votos nas pesquisas, em meio a denúncias de suspeitas de abuso econômico e de participação direta do governo estadual em sua campanha. Ao final da campanha do primeiro turno, o Doutor Célio, com uma campanha simples comparada as do PT e PSDB, deu uma disparada final e liderou as pesquisas nessa reta final, uma vez que não era rejeitado ao contrário desses 2 partidos antes citados, e mesmo em meio aos ataques da campanha do PSDB e até mesmo do próprio PT, alegando que a sua campanha era milionária e que estava sendo financiada pelo ex-governador Newton Cardoso (PMDB), a essa altura muito impopular, Célio conseguiu vencer o primeiro turno com uma diferença de quase 15% dos votos para o segundo colocado, Amílcar Martins, que ficou com uma pequena vantagem do terceiro colocado, Virgílio Guimarães, porém não alcançou mais de 50% dos votos, assim sendo, Célio e Amílcar foram disputar o segundo turno.
| 1º Turno 3 de outubro de 1996 | 1º Turno 3 de outubro de 1996 | 1º Turno 3 de outubro de 1996 | 1º Turno 3 de outubro de 1996 |
| Candidato(a)                  | Vice                          | Votação                       | Votação                       |
| Candidato(a)                  | Vice                          | Total                         | Porcentagem                   |
| ----------------------------- | ----------------------------- | ----------------------------- | ----------------------------- |
| Célio de Castro (PSB)         | Marcos Santanna (PMDB)        | 429.948                       | 40,77%                        |
| Amilcar Martins (PSDB)        | Ronaldo Vasconcellos (PL)     | 279.055                       | 26,46%                        |
| Virgílio Guimarães (PT)       | Regina Nabuco (PT)            | 228.442                       | 21,66%                        |
| Júnia Marise (PDT)            | Celso Brant (PMN)             | 75.849                        | 7,19%                         |
| Paulino Cícero (PFL)          | Márcio Vianna (PFL)           | 25.068                        | 2,38%                         |
| José Gonzaga de Souza (PRN)   | Não disponível                | 11.645                        | 1,10%                         |
| José Bonifácio (PSTU)         | Não disponível                | 4.692                         | 0,44%                         |
| Total de votos válidos        | Total de votos válidos        | 1.054.699                     | 100,00%                       |
| Votos apurados                |                               |                               |                               |
| Votos válidos                 | Votos válidos                 | 1.054.699                     | 86,35%                        |
| Votos em branco               | Votos em branco               | 36.192                        | 2,96%                         |
| Votos nulos                   | Votos nulos                   | 130.568                       | 10,69%                        |
| Total de votos apurados       | Total de votos apurados       | 1.221.459                     | 100,00%                       |
| Eleitores                     |                               |                               |                               |
| Comparecimento                | Comparecimento                | 1.221.459                     | 84,07%                        |
| Abstenções                    | Abstenções                    | 231.488                       | 15,93%                        |
| Total de eleitores            | Total de eleitores            | 1.452.947                     | 100,00%                       |

Com as pesquisas iniciais do segundo turno dando extrema vantagem para Célio, com o Doutor estando com quase 70% das intenções de voto e Amílcar com apenas 20%, a campanha do tucano, tentando reverter a situação desfavorável, fez mudanças na equipe da campanha e uma reunião com figuras importantes do PSDB em Belo Horizonte, como Marcello Alencar, José Aníbal e Arthur Virgílio, o que não ajudou a frear a dianteira do Doutor Célio. No fim da disputa eleitoral, a campanha tucana explorou uma entrevista que Célio havia dado em um canal pela TV á cabo, onde expuseram trechos da entrevista formando a narrativa de que ele era a favor da descriminação do aborto e das drogas, porém a campanha de Célio replicou dizendo que a entrevista foi deturpada e, com a entrevista sendo reexibida, as pesquisas, com Célio na dianteira, mostrou um alinhamento da população com a réplica da campanha do candidato pelo PSB e mais descontentamento com o candidato tucano. Com a apuração do segundo turno encerrada, Célio venceu Amílcar com uma diferença de exatamente 53% dos votos (ou 560 mil votos), com Amílcar ficando com 30 mil votos a menos no segundo turno do que no primeiro.
| 2º Turno 15 de novembro de 1996 | 2º Turno 15 de novembro de 1996 | 2º Turno 15 de novembro de 1996 | 2º Turno 15 de novembro de 1996 |
| Candidato(a)                    | Vice                            | Votação                         | Votação                         |
| Candidato(a)                    | Vice                            | Total                           | Porcentagem                     |
| ------------------------------- | ------------------------------- | ------------------------------- | ------------------------------- |
| Célio de Castro (PSB)           | Marcos Santanna (PMDB)          | 809.992                         | 76,50%                          |
| Amilcar Martins (PSDB)          | Ronaldo Vasconcellos (PL)       | 248.781                         | 23,50%                          |
| Total de votos válidos          | Total de votos válidos          | 1.058.773                       | 100,00%                         |
| Votos apurados                  |                                 |                                 |                                 |
| Votos válidos                   | Votos válidos                   | 1.058.773                       | 89,62%                          |
| Votos em branco                 | Votos em branco                 | 35,984                          | 3,05%                           |
| Votos nulos                     | Votos nulos                     | 86.586                          | 7,33%                           |
| Total de votos apurados         | Total de votos apurados         | 1.181.343                       | 100,00%                         |
| Eleitores                       |                                 |                                 |                                 |
| Comparecimento                  | Comparecimento                  | 1.181.343                       | 81,31%                          |
| Abstenções                      | Abstenções                      | 271.604                         | 18,69%                          |
| Total de eleitores              | Total de eleitores              | 1.452.947                       | 100,00%                         |